# Oscilación cuasi bienal
La oscilación cuasi bienal (acrónimo en inglés QBO) es una oscilacióncuasiperiódica  de  vientos ecuatoriales zonales, en la estratósfera tropical, con un periodo medio entre 28 a 29 meses. Los regímenes de vientos alternos se desarrollan en la parte superior de la estratosfera inferior y se propagan hacia abajo, cerca de 1 km por mes hasta que se disipan en la tropopausa tropical. 
El movimiento hacia abajo de los vientos del este es generalmente más irregular que el de los vientos del oeste. La amplitud de la fase este es cerca del doble y más fuerte que la de la fase oeste. En la parte superior del dominio de la QBO vertical, predominan los vientos del este, mientras que en la parte inferior, es más probable que se encuentren vientos del oeste. En el nivel de 30 hPa, con respecto a los vientos medios mensuales, el más fuerte registrado en el este fue de 29,55 m/s en noviembre de 2005, mientras que el más fuerte registrado en el oeste fue de 15,62 m/s en junio de 1995. 

## Teoría
En 1883, la erupción de Krakatoa condujo al seguimiento visual posterior, de cenizas volcánicas, en la estratosfera, desde 25 a 30 km sobre la superficie. Los vientos entonces fueron llamados los "Estes de Krakatoa". En 1908, los globos de datos lanzados sobre el lago Victoria, en África, registraron vientos del oeste en los niveles estratosféricos de la atmósfera.  Se pensaba que esos hallazgos, en ese momento, contradecían los hallazgos de 1883. Sin embargo, los vientos que se conocerían como el QBO, que se descubrieron oscilando entre el oeste y el este, en la década de 1950, por investigadores de la  Meteorological Office del RU. La causa de estos vientos QBO se mantuvo poco clara durante algún tiempo. Los sondeos de radiosonda mostraron que su fase no estaba relacionada con el ciclo anual, como es el caso de muchos otros patrones de circulación estratosférica. En la década de 1970, Richard Lindzen y James Holton reconocieron que la inversión periódica del viento fue impulsada por la onda atmosférica que emana de la tropósfera tropical que viaja hacia arriba y se disipa en la estratosfera por enfriamiento radiativo. La naturaleza precisa de las olas responsables de este efecto fueron fuertemente debatidas; en los últimos años, sin embargo, las ondas de gravedad han sido consideradas como un contribuyente importante; y ahora, el QBO se simula en un número creciente de modelos climáticos.

## Efectos
Los efectos de la QBO incluyen la mezcla de ozono estratosférico por la circulación secundaria, causada por la QBO, la modificación de la precipitación monzonica y una influencia sobre la circulación estratosférica en el invierno del hemisferio norte (mediada en parte por un cambio en la frecuencia de calentamientos estratosféricos repentinos). Las fases hacia el este de la QBO, a menudo, coinciden con calentamientos estratosféricos más repentinos, una corriente de chorro del Atlántico más débil e inviernos fríos en el norte de Europa y el este de los EE. UU. Mientras que las fases hacia el oeste de la QBO a menudo coinciden con inviernos suaves en el este de EE. UU. y una corriente de chorro del Atlántico fuerte, con leves inviernos húmedos y tormentosos en el norte de Europa.  Además, se ha demostrado que la QBO afecta a la frecuencia de los huracanes durante las estaciones de los huracanaes en el Atlántico. También se está investigando una posible relación entre el ENOS (El Niño-Oscilación del Sur) y el QBO.

## Observación del QBO con globos meteorológicos.
La Universidad Libre de Berlín suministra un conjunto de datos QBO que comprende observaciones de radiosondas, desde la  isla Kanton, Maldivas, y Singapur. La siguiente gráfica muestra el QBO durante la década de 1980.

Diagrama de tiempo-altura del promedio mensual, promedio zonal del viento zonal ecuatorial (u) en m/s entre aproximadamente 20 y 35 km de altitud sobre el nivel del mar durante un período de diez años. Los valores positivos denotan vientos del oeste y la línea de contorno está en 0 m/s

## Observaciones recientes
La primera desviación significativa observada de la QBO normal desde su descubrimiento, a principios de la década de 1950, se observó a partir de febrero de 2016, cuando la transición a los vientos del este se vio interrumpida por una nueva banda de vientos del oeste que se formó de forma inesperada. La falta de un ciclo confiable de QBO priva a los pronosticadores de una herramienta valiosa. Dado que el QBO tiene una fuerte influencia en la Oscilación del Atlántico Norte y por lo tanto en el clima del norte de Europa, los científicos especulan que el próximo invierno podría ser más cálido y tormentoso en esa región.
Los científicos de NASA han estado investigando para probar si el evento extremadamente fuerte El Niño de 2015/16, si el cambio climático, o algún otro factor podría estar involucrado. Ellos están tratando de determinar si esto es más de una vez en un evento de generación, o si eso es un signo del cambio climático.

## Otras lecturas
- Andrews, David G.; Holton, James R.; Leovy, Conway B. (1987). Middle Atmosphere Dynamics. Academic Press. ISBN 978-0-12-058576-2.

- Baldwin, M.P.; Gray, L.J.; Dunkerton, T.J.; Hamilton, K.; Haynes, P.H.; Randel, W.J.; Holton, J.R.; Alexander, M.J.; Hirota, I.; Horinouchi, T.; Jones, D.B.A. (2001). «The quasi‐biennial oscillation». Rev. Geophys. 39 (2): 179-229. Bibcode:2001RvGeo..39..179B. doi:10.1029/1999RG000073.

## Nota
- Esta obra contiene una traducción  derivada de «Quasi-biennial oscillation» de Wikipedia en inglés, concretamente de esta versión, publicada por sus editores bajo la Licencia de documentación libre de GNU y la Licencia Creative Commons Atribución-CompartirIgual 4.0 Internacional.

- Datos: Q1755085
- Multimedia: Quasi-biennial oscillation / Q1755085